# Jérémie Bréchet
Jérémie Bréchet (ur. 14 sierpnia 1979 w Lyonie) – francuski piłkarz grający na pozycji środkowego obrońcy lub defensywnego pomocnika.

## Kariera klubowa
Bréchet pochodzi z Lyonu. Karierę piłkarską rozpoczął w tamtejszym klubie Olympique Lyon. Po grze w drużynach młodzieżowych został włączony do kadry pierwszego zespołu w 1998 roku przez trenera Bernarda Lacombe. 19 września zadebiutował w Ligue 1 w wygranym 3:1 domowym spotkaniu z RC Lens. Przez pierwsze dwa sezony pełnił głównie rolę rezerwowego, ale od początku sezonu 2000/2001 stał się graczem wyjściowego składu. Wtedy też sięgnął z Lyonem po swoje pierwsze trofeum w karierze, Puchar Ligi Francuskiej. W sezonie 2001/2002 Lyon pod wodzą Jacques’a Santiniego wywalczył swoje pierwsze w historii mistrzostwo kraju, a Brechet stworzył parę środkowych obrońców z Brazylijczykiem Edmílsonem. W 2002 roku trenerem klubu został Paul Le Guen, a na koniec sezonu zawodnicy Olympique z Bréchet świętowali obronę mistrzowskiego tytułu. Był to też ostatni sezon Jérémie'go w barwach Olympique. Rozegrał on dla tego klubu 117 ligowych spotkań.
W lipcu 2003 roku Bréchet został sprzedany za 3 miliony euro do włoskiego Interu Mediolan. 27 września zadebiutował w Serie A w zremisowanym 0:0 wyjazdowym meczu z Udinese Calcio. W barwach Interu, prowadzonego przez Argentyńczyka Héctora Raúla Cúpera, a następnie Alberta Zaccheronego, rozegrał tylko 9 spotkań i był rezerwowym dla takich zawodników jak Fabio Cannavaro, Marco Materazzi czy Iván Córdoba.
Latem 2004 roku Francuz odszedł z Interu i za 1,5 miliona euro trafił do hiszpańskiego Realu Sociedad. W klubie z San Sebastián zadebiutował 29 sierpnia w meczu przeciwko Levante UD, w którym padł remis 1:1. W Realu częściej jednak pauzował z powodu urazów i przez dwa lata wystąpił zaledwie w 20 spotkaniach Primera División i po sezonie 2005/2006 opuścił klub.
Kolejnym zespołem w karierze Brécheta został FC Sochaux-Montbéliard i tym samym zawodnik wrócił do Francji. Swój pierwszy mecz w koszulce nowego klubu rozegrał 5 sierpnia przeciwko AS Saint-Étienne. Po trzech kolejkach ligowych został mianowany kapitanem zespołu i występował w większości meczów swojej drużyny. W 2007 roku dotarł z Sochaux do finału Pucharu Francji, a w nim „Les Lionceaux” zwyciężyli po serii rzutów karnych z Olympique Marsylia.
Latem 2008 Bréchet podpisał trzyletni kontrakt z holenderskim zespołem PSV Eindhoven, do którego przeszedł na zasadzie wolnego transferu. Po zakończeniu sezonu 2008/2009 powrócił do FC Sochaux.
| Sezon   | Klub               | Kraj      | Rozgrywki  | Mecze | Bramki | Rozgrywki Europy   | Mecze | Bramki |
| ------- | ------------------ | --------- | ---------- | ----- | ------ | ------------------ | ----- | ------ |
| 1998/99 | Olympique Lyon     | Francja   | Ligue 1    | 15    | 0      | -                  | -     | -      |
| 1999/00 | Olympique Lyon     | Francja   | Ligue 1    | 16    | 0      | Liga Europy UEFA   | 3     | 0      |
| 2000/01 | Olympique Lyon     | Francja   | Ligue 1    | 27    | 0      | Liga Mistrzów UEFA | 14    | 0      |
| 2001/02 | Olympique Lyon     | Francja   | Ligue 1    | 28    | 0      | Liga Mistrzów UEFA | 8     | 0      |
| 2002/03 | Olympique Lyon     | Francja   | Ligue 1    | 31    | 0      | Liga Mistrzów UEFA | 7     | 0      |
| 2003/04 | Inter Mediolan     | Włochy    | Serie A    | 8     | 0      | Liga Mistrzów UEFA | 3     | 0      |
| 2004/05 | Real Sociedad      | Hiszpania | Liga BBVA  | 7     | 0      | -                  | -     | -      |
| 2005/06 | Real Sociedad      | Hiszpania | Liga BBVA  | 3     | 0      | -                  | -     | -      |
| 2006/07 | FC Sochaux         | Francja   | Ligue 1    | 28    | 0      | -                  | -     | -      |
| 2007/08 | FC Sochaux         | Francja   | Ligue 1    | 21    | 2      | -                  | -     | -      |
| 2008/09 | PSV Eindhoven      | Holandia  | Eredivisie | 27    | 1      | Liga Mistrzów UEFA | 5     | 0      |
| 2009/10 | FC Sochaux         | Francja   | Ligue 1    | 33    | 2      | -                  | -     | -      |
| 2010/11 | FC Sochaux         | Francja   | Ligue 1    | 20    | 0      | -                  | -     | -      |
| 2011/12 | FC Sochaux         | Francja   | Ligue 1    | 5     | 0      | Liga Europy UEFA   | 0     | 0      |
| 2012/13 | Troyes AC          | Francja   | Ligue 1    | 24    | 2      | -                  | -     | -      |
| 2013/14 | Girondins Bordeaux | Francja   | Ligue 1    | 0     | 0      | Liga Europy UEFA   | 0     | 0      |

Stan na: 19 czerwca 2013 r.

## Kariera reprezentacyjna
W reprezentacji Francji Bréchet zadebiutował 1 czerwca 2001 w przegranym 0:1 towarzyskim spotkaniu z Australią. Do 2002 roku rozegrał 3 spotkania w kadrze narodowej.